# Șișești (Maramureș)
Șișești é uma comuna romena localizada no distrito de Maramureș, na região histórica da Transilvânia. A comuna possui uma área de 90.02 km² e sua população era de 5473 habitantes segundo o censo de 2007.